# Hercules in New York
Hercules in New York is een Amerikaanse avonturenfilm van Arthur Allan Seidelman uit 1970. De film is bekend omdat het de eerste film was waarin Arnold Schwarzenegger optrad, toen nog een amper bekende bodybuilder en "Arnold Strong" genoemd. De film kreeg later, vooral toen Schwarzenegger uitgroeide tot een beroemdheid, de status van een camp-klassieker. De film kwam in de IMDb-bottom 100.

## Korte inhoud
Na een verblijf van vele eeuwen op de Olympus, begint Hercules (Arnold Schwarzenegger) zich te vervelen. Hij wil op vakantie naar de aarde en vraagt zijn vader om toestemming. Deze is tegen, maar door een ongeluk met de bliksemflitsen van Zeus belandt hij wel op de aarde. Hij gaat in New York wonen. Dit is echter niet altijd gemakkelijk voor een halfgod. Het leven in New York verschilt namelijk nogal van dat op Olympus.

## Rolverdeling
| Acteur                | Personage |
| --------------------- | --------- |
| Arnold Stang          | Pretzie   |
| Arnold Schwarzenegger | Hercules  |
| Deborah Loomis        |           |
| Taina Elg             | Nemesis   |
| Michael Lipton        |           |
| James Karen           |           |